# Crypte des Papes
La crypte des Papes est une crypte qui fut découverte dans les catacombes de Rome en 1854 par l'archéologue Giovanni Battista De Rossi. Plus précisément, la crypte se situe dans la catacombe de Saint-Calixte. Giovanni Battista De Rossi baptisa l'endroit comme étant « le petit Vatican, le monument funéraire principal de toutes les nécropoles chrétiennes ».

## Historique
Sous le pontificat du pape Damase, on aménage, entre 356 et 384, les catacombes de Rome pour que les fidèles, de plus en plus nombreux, puissent y vénérer les martyrs dans de bonnes conditions. On va même jusqu'à rédiger des guides de ces catacombes.
Dans la crypte des papes, on trouve alors huit évêques et neuf papes du IIIe siècle :
1. Pontien (18e pape de 230 à 235)
2. Antère (19e pape de 235 à 236). Ses reliques auraient été transférées dans la basilique Saint-Silvestre-de-la-Tête.
3. Fabien (20e pape de 236 à 250). Ses reliques auraient été dispersées en plusieurs endroits de Rome : la basilique Saint-Sylvestre et Saint-Martin des Monts ; l'ancienne basilique Saint-Pierre et la basilique Saint-Sébastien-hors-les-Murs.
4. Lucius Ier (22e pape de 253 à 254). Ses reliques auraient été dispersées en plusieurs endroits de Rome : la basilique Saint-Silvestre-de-la-Tête ; l'église Sainte-Cécile-du-Trastevere et la basilique Sainte-Praxède.
5. Étienne Ier (23e pape de 254 à 257). Sa pierre tombale n'a pas été retrouvée. Ses reliques auraient été transférées dans deux endroits de Rome : l'ancienne basilique Saint-Pierre et la basilique San Sisto Vecchio.
6. Sixte II (24e pape de 257 à 258)
7. Denys (25e pape de 259 à 268). Sa pierre tombale n'a pas été retrouvée. Ses reliques auraient été transférées dans la basilique Saint-Silvestre-de-la-Tête.
8. Félix Ier (26e pape de 269 à 274). Sa pierre tombale n'a pas été retrouvée.
9. Eutychien (27e pape de 275 à 283). Ses reliques auraient été transférées dans deux endroits de Sarzana : la cathédrale de la ville et l'abbaye de Luni.

Le pape Damase fait aménager cette crypte et installe une grande plaque de marbre où se trouve un poème (de sa composition) évoquant les saints qui y sont enterrés. C'est un des tout premiers exemples de textes hagiographiques.